# ليلى العتروس
ليلى العتروس (من مواليد 15 يوليو 1979) هي لاعبة جودو جزائرية، تلعب ضمن فئة الوزن الخفيف. وهي بطلة أربع مرات في بطولة الجودو الإفريقية، وحاصلة على الميدالية البرونزية في ألعاب البحر الأبيض المتوسط 2009 في بيسكارا، إيطاليا. كما فازت بالميدالية الذهبية في دورة الألعاب الإفريقية 2007 في الجزائر العاصمة.
ظهرت العتروس لأول مرة بشكل رسمي في دورة الألعاب الأولمبية الصيفية لعام 2004 في أثينا، حيث خسرت المباراة التمهيدية الأولى لمنافسات وزن 57 كغ، أمام الحائزة على الميدالية البرونزية ليو يوكسيانغ.
في دورة الألعاب الأولمبية الصيفية لعام 2008 في بكين، تنافست العتروس للمرة الثانية في منافسات 57 كغ. وخسرت مرة أخرى المباراة التمهيدية الأولى أمام لاعبة جودو صينية أخرى شو يان. على عكس الألعاب الأولمبية السابقة لها، أُتيحت للعتروس فرصة أخرى للحصول على الميدالية البرونزية بدخول جولات الإعادة. وهُزمت في المباراة الأولى أمام اللاعبة الفنلندية نينا كويفوماكي.

## الميداليات
| السنة | المسابقة                   | المكان                      | الترتيب       | المنافسات                  |
| ----- | -------------------------- | --------------------------- | ------------- | -------------------------- |
| 2004  | بطولة إفريقيا              | تونس، تونس                  | المركز الأول  | منافسات الوزن أقل من 57 كغ |
| 2005  | بطولة إفريقيا              | بورت إليزابيث، جنوب إفريقيا | المركز الأول  | منافسات الوزن أقل من 57 كغ |
| 2006  | بطولة العالم الجامعية      | سوون، كوريا الجنوبية        | المركز الثالث | منافسات الوزن أقل من 57 كغ |
| 2007  | الألعاب الإفريقية          | الجزائر، الجزائر            | المركز الأول  | منافسات الوزن أقل من 57 كغ |
| 2008  | بطولة إفريقيا              | أكادير، المغرب              | المركز الأول  | منافسات الوزن أقل من 57 كغ |
| 2009  | بطولة إفريقيا              | بورت لويس، موريشيوس         | المركز الأول  | منافسات الوزن أقل من 57 كغ |
| 2009  | ألعاب البحر الأبيض المتوسط | بسكارا، إيطاليا             | المركز الثالث | منافسات الوزن أقل من 57 كغ |